# Соловцово (Татарстан)
Соловцово — деревня в Высокогорском районе Татарстана. Входит в состав Берёзкинского сельского поселения.

## География
Находится в северо-западной части Татарстана на расстоянии приблизительно 16 км на север по прямой от районного центра поселка Высокая Гора у реки Сула.

## История
Известна с 1597 года как Черас, упоминалась также как Богородское, Митрий, Черас. В 1735 году была построена Смоленско-Богородицкая церковь.

## Население
Постоянных жителей было: в 1646 году — 92, в 1782—222 души мужского пола, в 1859—452, в 1897—593, в 1908—691, в 1920—661, в 1926—685, в 1938—623, в 1949—460, в 1958—344, в 1970—233, в 1989 — 69, 65 в 2002 году (русские 75 %), 33 в 2010.

## Достопримечательности
Действующая Смоленско-Богородицкая церковь.